# Maps of Non-Existent Places
Maps of Non-Existent Places è il primo album in studio del gruppo musicale statunitense Thank You Scientist, autoprodotto e pubblicato nel 2012.

## Descrizione
Realizzato attraverso una campagna di crowdfunding sulla piattaforma Kickstarter, l'album si compone di dieci brani.
Il 23 settembre 2014 l'album è stato ripubblicato dalla Evil Ink Records in edizione remixata e rimasterizzata, venendo inoltre promosso dal videoclip del brano conclusivo My Famed Disappearing Act.

## Tracce
Testi e musiche dei Thank You Scientist, eccetto dove indicato.
1. Prelude – 1:11 (musica: Thank You Scientist, Mark Radice)
2. A Salesman's Guide to Nonexistence – 5:02
3. Feed the Horses – 6:26
4. Blood on the Radio – 9:22
5. Absentee – 5:59
6. Suspicious Waveforms – 6:31
7. Carnival – 6:31
8. Concrete Swan Dive – 5:47
9. In the Company of Worms – 5:46
10. My Famed Disappearing Act – 5:43

## Formazione
Gruppo
- Salvatore Marrano – voce
- Tom Monda – chitarra, chitarra fretless, chitarra acustica, violoncello, shamisen, voce
- Russ Lynch – violino, viola, mandolino, voce
- Andrew Digrius – tromba, flicorno soprano, trombone, voce
- Ellis Jasenovic – sassofono tenore e soprano
- Greg Colacino – basso
- Odin Alvarez – batteria, percussioni

Altri musicisti
- David Bodie – percussioni
- Mark Radice – voce

Produzione
- Thank You Scientist – produzione
- Jesse Cannon – registrazione, ingegneria del suono, missaggio
- Mike Oettinger – registrazione, ingegneria del suono
- Ron "Bumblefoot" Thal – assistenza tecnica
- Alan Douches – mastering
- Jeff Fariello – tracker aggiuntivo (traccia 1)

## Classifiche
| Classifica (2014)         | Posizione massima |
| ------------------------- | ----------------- |
| Stati Uniti (alternative) | 25                |
| Stati Uniti (hard rock)   | 14                |
| Stati Uniti (heatseekers) | 4                 |
| Stati Uniti (rock)        | 48                |